# Élections législatives surinamaises de 2010
Les élections législatives surinamaises de 2010 se sont déroulées le 25 mai 2010. Elles permirent d'élire les 51 membres de l'Assemblée nationale.